# George Da Costa
George S. A. Da Costa (1853, Lagos, Nigérie – 1929) byl nigerijský fotograf, který působil na přelomu 19. a 20. století. Dokumentoval vládní projekty včetně výstavby železnic v kolonii.

## Životopis
George S. A. Da Costa se narodil v Lagosu v roce 1853. Studoval na církevní misijní střední škole v Lagosu. V letech 1877 až 1895 řídil knihkupectví Církevní misijní společnosti v Lagosu. V roce 1895 investoval 30,00 liber do speciálního školení a poté si v Lagosu otevřel fotografickou firmu. V 90. letech 19. století měl prosperující obchod, který pokračoval i v dalším století.
Da Costa pracoval jako fotograf pro koloniální vládu Nigérie a pořídil mnoho snímků, které zaznamenaly vládní aktivity po celé zemi, včetně severu. Jeho fotografie dokumentovaly výstavbu železnice z Lagosu přes město Jebba do Kaduny. Jeho studio se v roce 1920 nacházelo na adrese ulice Ricca 18, Lagos. Ten rok pracoval pro Allistera Macmillana, fotografoval pro Červenou knihu západní Afriky. Macmillan ho nazval „nejschopnějším a nejznámějším profesionálním fotografem v Nigérii“. Celkem 52 jeho fotografií se objevilo v Červené knize, sedm pořízených v Kanu a ostatní v Lagosu.
George Da Costa zemřel v roce 1929.

## Kariéra
Dílo Da Costy zobrazuje západní Afriku, která má daleko k obrazu „temného kontinentu“, který si v té době Evropané a Američané o této zemi utvářeli. Ukazuje kosmopolitní společnost literátů, mezinárodních obchodníků, právníků, politiků, novinových magnátů a socialistů. Autorovy fotografie se objevily v The Red Book of West Africa: Historical and Descriptive, Commercial and Industrial Facts, Figures, & Resources (1920, editor: Allister Macmillan). Kniha tvrdila, že je „první svého druhu, která kdy byla vydána v západní Africe, a také nejbohatěji ilustrovaná“. Mnoho z jeho fotografií je reprodukováno v publikaci Christauda M. Gearyho In and Out of Focus: Images from Central Africa, 1885–1960 (2003).